# Mónica Fernández
Mónica Fernández Sánchez (Oviedo, Asturias, España, 2 de julio de 1972) es una profesora, abogada, jueza, política, presentadora de televisión y locutora venezolana.

## Biografía
Hija de españoles, asturianos, José Luis Fernández y Aida Sánchez de Fernández. Nace en la ciudad de Oviedo, la capital de Asturias, el 2 de julio de 1972, llega a Venezuela en junio de 1974 junto con sus padres y otros familiares que buscaban en Venezuela nuevas alternativas. Tiene un hermano varón nacido en Venezuela en 1976. Contrae nupcias con un militar activo en 1997 y el 20 de marzo de 1998 tuvo a su única hija Daniela Victoria Franco Fernández, actualmente residenciada en España.
Es una abogada egresada de la Universidad Santa María. Se tituló como Licenciada en Educación de la Universidad Católica Andrés Bello, mención Ciencias Sociales. Es especialista en Ciencias Penales y Criminológicas, Derecho Administrativo y Penal
Exjuez de Primera Instancia Penal del Área Metropolitana de Caracas desde el año 2000 hasta 2005.
Es una mujer altamente relevante para los medios de opinión y comunicación en Venezuela, considerada como una influenciadora en ámbitos legales, políticos y académicos.
Su carrera pública se inició en 1997, con solo 25 años de edad cuando bajo el gobierno del presidente Rafael Caldera es designada con el cargo de directora Nacional de Prisiones del Ministerio de Justicia. Siendo la primera mujer y la más joven que con 24 años asumió la conducción de las 33 cárceles venezolanas para entonces, y 33 mil reclusos. Su gestión fue reconocida como de las mejores, contando con la estima de autoridades políticas y medios de comunicación.
En el 2000 es postulada a juez penal por concurso y asume el cargo durante cinco años en la Organización de Naciones Unidas.
En 2008 Fernández sufrió un atentado en el que recibió un disparo en la espalda, el cual a pesar de estar muy cerca de la columna vertebral no causó daños mayores.
Sus inicios en los medios de comunicación se remontan a 2008, cuando se le ofreció conducir un programa radial llamado Para que te defiendas en la emisora RCR 95.5 FM, donde explicaba los deberes y derechos que debía cumplir la población, este programa radial terminaría en 2011.
El éxito del programa radial llamaría la atención de los productores de Televen quienes deciden asignarle un programa al estilo Caso cerrado llamado Se ha dicho, el cual conduce desde 2013.
Fue ganadora del Premio Mundial Joven Sobresaliente del Mundo 2003 con acreditación ante la Organización de las Naciones Unidas.

## Entrevistas
- Tal Cual: Derecho en Tiempos de Revolución, donde la exjueza tuvo un encuentro generacional con un estudiante de Derecho de misma universidad donde egresó en su pregrado (USM). Se repitió la dinámica con sus colegas Alfredo Romero (UCAB) y Rocío San Miguel (USM). El reportaje fue firmado por el periodista Daniel Palacios Ybarra de Tal Cual.[8]
- El Universal: "El Poder Judicial se cae a pedazos", se desprende como cita de la entrevista que concedió en 2007 sobre la separación de poderes en Venezuela. El Universal la describe como garante de "información precisa y conocimiento no sólo de los procedimientos legales, sino del comportamiento humano", abre así la nota redactada por el periodista Roberto Giusti.[9]

## Proceso
En 2002, en medio de los sucesos del 11 de abril se vio inmersa en una polémica con el entonces Ministro del Interior de Hugo Chávez, Ramón Rodríguez Chacín, cuando fue acusada de haber firmado una orden de allanamiento de su vivienda cuando este era titular del Tribunal 39 de Control, según la versión del funcionario, esta orden permitió su detención arbitraria; pero según la versión de Fernández, la orden solo permitía allanar la vivienda donde se sospechaba había armas mas no detener al ministro.
El Ministerio Público la imputó en 2004 por este caso y en julio de 2007 se presentó la acusación formal. El caso fue sobreseído en 2008 debido a la Ley de Amnistía decretada por el entonces presidente Chávez.